# I-94 서식
I-94 서식(영어: Form I-94)은 미국 관세국경보호청(United States Customs and Border Protection, USCBP/CBP)의 출입국 기록 서식이다. 미국 국민이나 영주권자가 아닌 사람이 미국에 도착하거나 미국으로부터 떠난 것을 추적하는 데 쓰인다. 대한민국의 민원 서류 중 출입국 사실 증명에 해당한다.

## 연혁
- 2013년 3월 27일 전자적인 I-94 서식으로 전환한다는 것이 미국 연방 관보에 실렸다.[1] 4월 30일 시카고 오헤어 국제공항 등을 시작으로, 5월 7일, 5월 14일 등으로 단계적으로 확대된 후, 5월 21일 모든 공항과 항만으로 확대되었다.[2][3]
- 2014년 4월 30일 미국 관세국경보호청은 여행자들이 온라인상에서 자신의 여행 기록을 확인하고 인쇄할 수 있게 한다고 발표했다.[4]
- 2016년 9월 여행자들이 미리 등록하고 6달러 수수료를 지불하면 육로로 국경을 넘을 때도 전자적인 I-94 서식을 이용할 수 있다고 발표했다.[5][6]

## 같이 보기
- 여행허가전자시스템
- 사증 면제 프로그램